# 에멘탈 알프스
에멘탈 알프스(Emmental Alps, 독일어: Emmentaler Alpen)은 스위스 알프스산맥의 서쪽에 있는 산맥이다. 에멘탈 알프스는 브뤼닉 고개 북서쪽에 위치해 있으며, 주로 루체른주, 베른주, 옵발덴주의 영역이고, 일부는 니트발덴주도 속한다. 이 산맥의 가장 높은 정상은 루체른주에서 가장 높은 지점인 브리엔처 로트호른이다. 산맥의 이름은 에메 계곡(Emme, 독일어: 에멘탈 Emmental)에서 따온 것이다. 북서쪽 구석으로는 비교적 낮지만 널리 분포된 매우 주름진 나프(Napf)가 발견된다.
에멘탈 알프스는 베른 알프스에서 남쪽으로 아레 계곡으로 분리되어 있으며, 동쪽으로 룽게르제, 사르너제, 비헬제, 비에르발트슈터제 호수로 우리 알프스와 연결되어 있다.

## 대표적인 봉우리
- 브리엔처 로트호른 (2,350 m)
- Tannhorn (2,221 m)
- Arnihaaggen (2,207 m)
- Höch Gumme (2,205 m)
- Hohgant (2,197 m)
- Augstmatthorn (2,137 m)
- 필라투스 (2,128 m)
- Schrattenfluh (2,092 m)
- Widderfeld (2,076 m)
- Burgfeldstand (2,063 m)
- Sigriswiler Rothorn (2,051 m)
- Fürstein (2,040 m)
- 빌러호른 (2,005 m)
- Schafmatt (1,979 m)
- 니더호른 (1,963 m)
- Sieben Hengste (1,955 m)
- Haglere (1,949 m)
- Mittaggüpfi (1,917 m)
- Schimbrig (1,815 m)
- Honegg (1,546 m)
- Wachthubel (1,415 m)
- Napf (1,408 m)

## 같이 보기
- 우리 알프스
- 베른 알프스

## 참고
- Charles Knapp, Maurice Borel, Victor Attinger, Heinrich Brunner, Société neuchâteloise de géographie: Geographisches Lexikon der Schweiz. Volume 1: Aa - Emmengruppe. Gebrüder Attinger, Neuchâtel 1902, pp. 701–704